# 胡安·米尼奥内
胡安·米尼奥内（西班牙語：Juan Mignone，1961年11月14日—），乌拉圭男子篮球运动员。他曾代表乌拉圭获得1984年夏季奥运会男子篮球比赛第六名。他也参加了1986年世界篮球锦标赛。